# Stadthalle Bielefeld

Außenansicht der Stadthalle Bielefeld

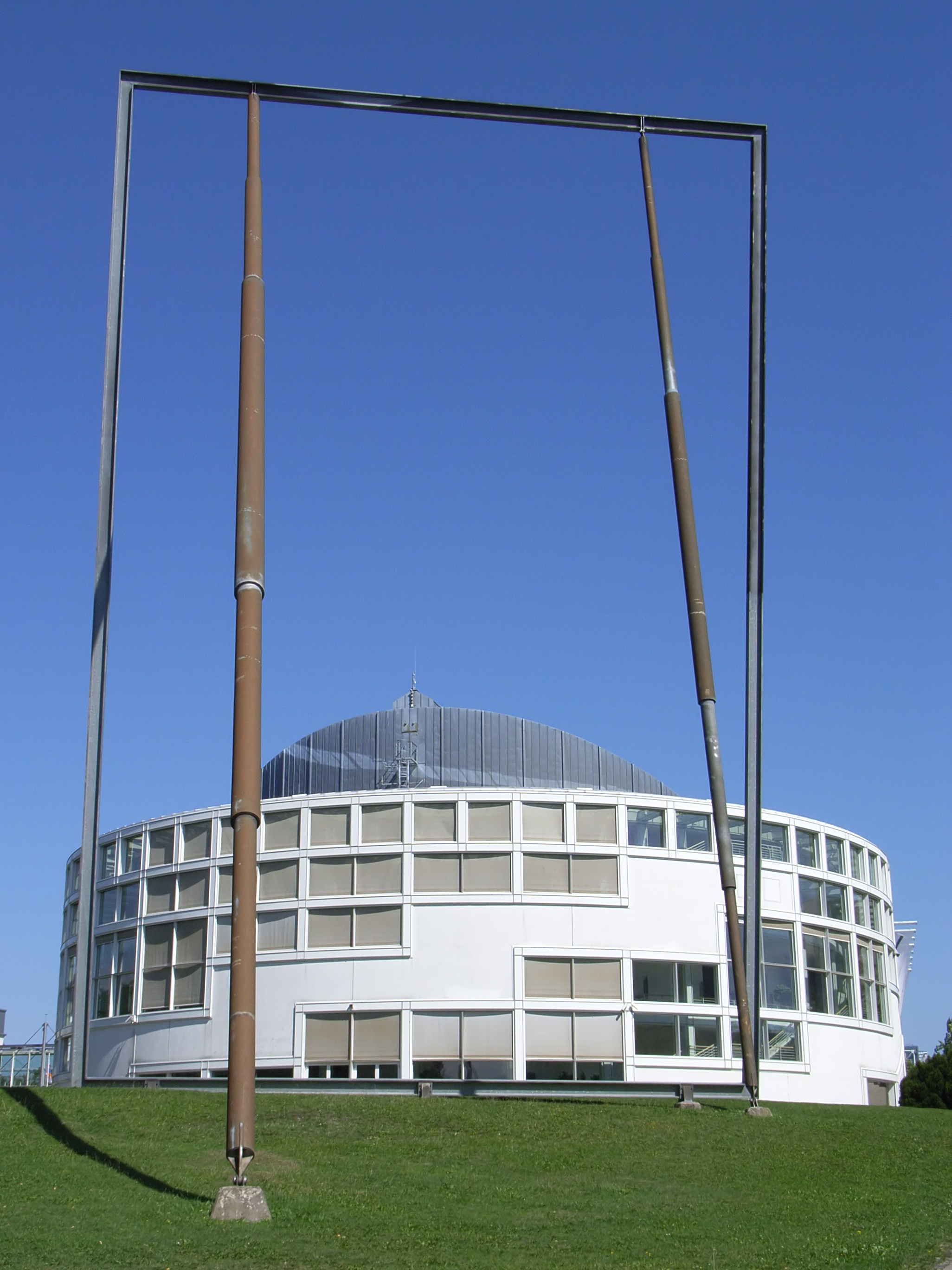
Außenansicht der Stadthalle Bielefeld, im Vordergrund der Spiegel

Die Stadthalle Bielefeld ist ein multifunktionales Kongress- und Veranstaltungszentrum in Bielefeld. Die Halle wird für Veranstaltungen aus den Bereichen Tagung, Kongress, Konzert, Messe, Show sowie öffentliche und unternehmensbezogene Events genutzt.

## Architektur
Vom Hamburger Architekturbüro Gerkan, Marg und Partner wurde das Gebäude in einer markanten weißen Dampferstruktur im Stadtzentrum gegenüber dem Hauptbahnhof erbaut und am 10. August 1990 eröffnet. Es ist gekennzeichnet durch große Glasfassaden, die den Blick zu den innen liegenden lichtdurchfluteten Foyers und Galerien lenken. Die Außenmaße des Gebäudes betragen 137,5 m in der Länge, 56 m in der Breite und 23,8 m in der Höhe.
Vor dem Gebäude befindet sich die Skulptur „Spiegel“, ein Entwurf der Kölner Künstlerin Isa Genzken. Die am 10. April 1992 aufgestellte Skulptur ist eine 30 × 20 Meter große Stahl-Rahmenkonstruktion, die durch zwei teleskopartige Streben unterschiedlicher Länge gestützt wird. Der Spiegel soll beim Blick aus Richtung Willy-Brandt-Platz die Architektur der Stadthalle verstärken, indem er diese für den Betrachter in einen Rahmen stellt.

## Gebäude

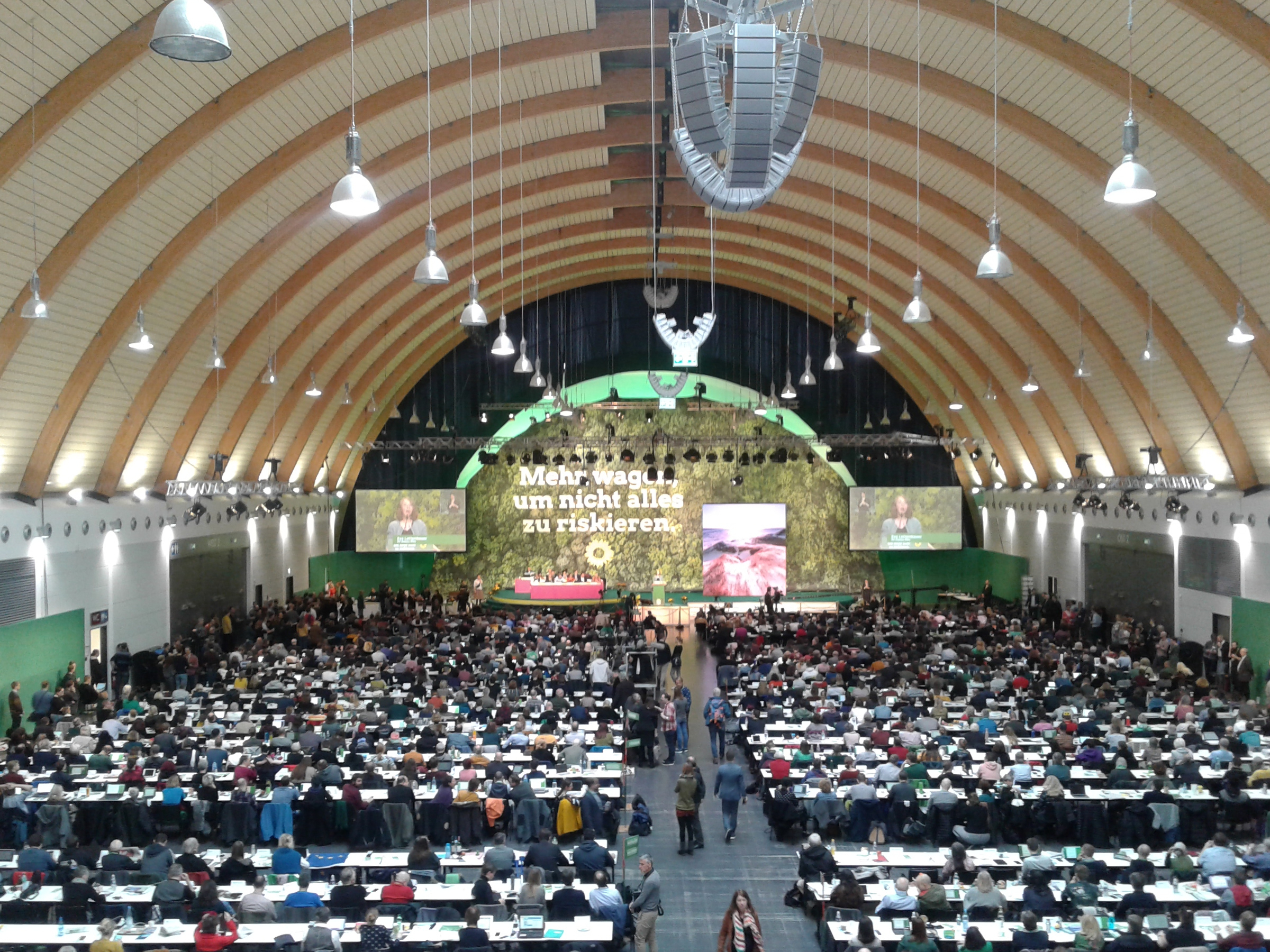
Der Parteitag der Grünen in der Stadthalle Bielefeld

Mit ihrem Raumkonzept dokumentiert die Stadthalle Bielefeld eine große Multifunktionalität bei einer Gesamtkapazität von bis zu 4500 Besuchern. Auf insgesamt 4500 m² Eventfläche bilden der Große und der Kleine Saal den Mittelpunkt für größere Veranstaltungen und Konzerte. Der Große Saal fasst 2200 Personen in Reihenbestuhlung und 3860 Personen bei unbestuhlten Veranstaltungen, durch seine zurückhaltende Optik lässt er sich für diverse Veranstaltungsbedürfnisse einrichten. Aber auch der Kleine Saal bietet mit seinen 767 Sitz- und 1000 Stehplätzen einen geeigneten Rahmen für Veranstaltungen unterschiedlichster Prägung. Zehn Konferenzräume, die eine Kapazität von 25 bis 200 Personen bieten, sowie großzügige Foyerflächen und Wandelgänge runden das Raumangebot ab. Auch modernste Veranstaltungstechniken nach internationalem Standard stehen in der Stadthalle Bielefeld zur Verfügung.

## Erweiterung

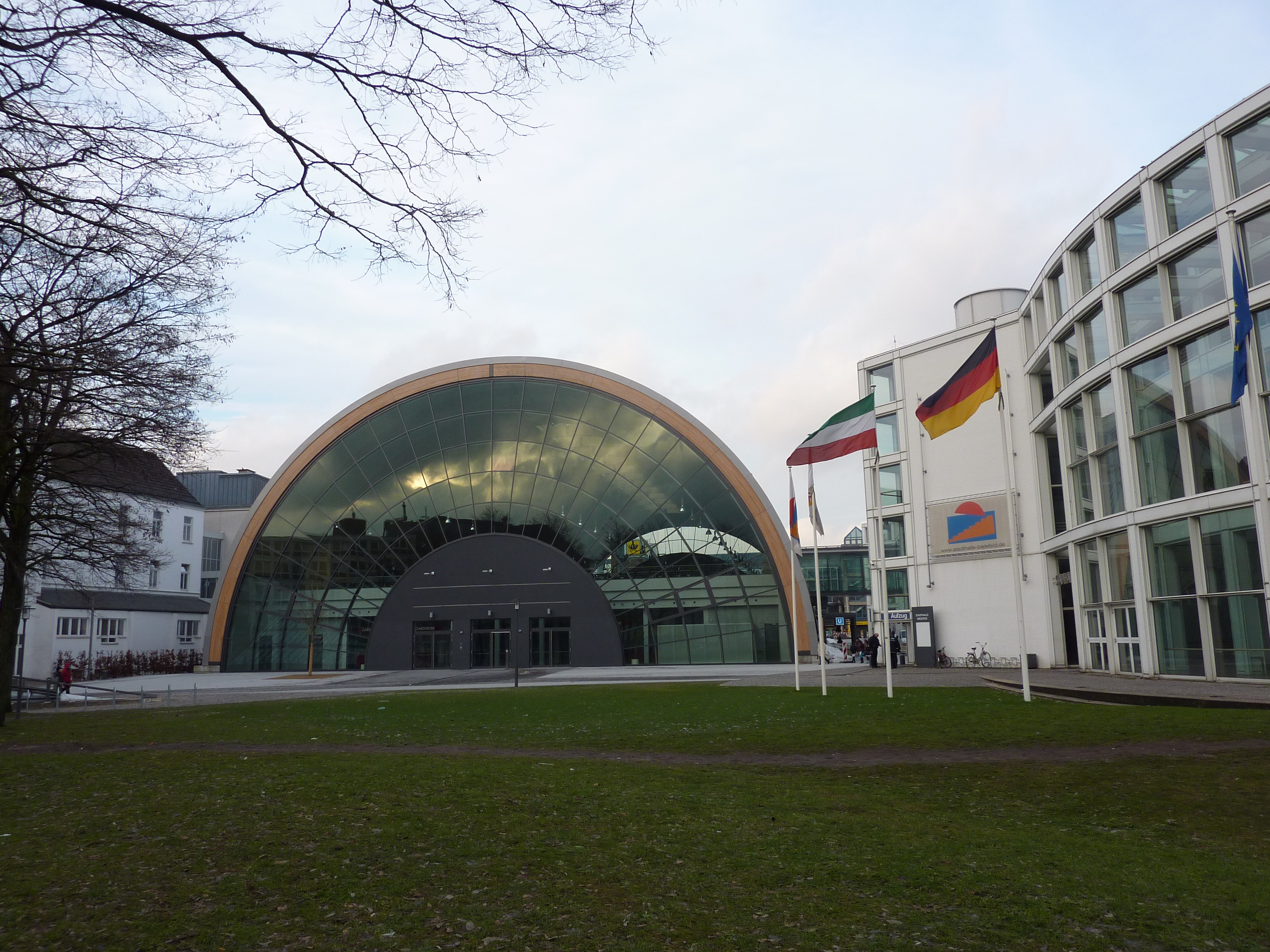
Außenansicht des Gesamtensembles

Am 17. April 2009 wurde der erste Spatenstich für eine Ausstellungs- und Veranstaltungshalle gesetzt. Die am 9. September 2010 eingeweihte Halle, die ebenfalls von Gerkan, Marg und Partner entworfen wurde, besitzt eine 3000 m² große trägerfreie Veranstaltungsfläche. Bei der Erweiterung lag die Projektsteuerung und Bauleitung bei der Bielefelder Gemeinnützigen Wohnungsgesellschaft.

## Lage
Die Stadthalle Bielefeld befindet sich im Bielefelder Stadtbezirk Mitte. Direkt gegenüber dem Hauptbahnhof gelegen, ist sie gut mit öffentlichen Verkehrsmitteln zu erreichen. Direkt an die Stadthalle angrenzend befindet sich ein über 400 Plätze verfügendes Parkhaus und ein Konferenzhotel.